# Kraftwerk Erlaufboden
Das Kraftwerk Erlaufboden ist ein 1924 in Betrieb genommenes Wasserkraftwerk in Erlaufboden, einem Ortsteil von Mitterbach am Erlaufsee in Niederösterreich.

## Ausstattung und Geschichte
Das Kraftwerk Erlaufboden ist ein Speicherkraftwerk, welches über Druckstollen mit Wasser aus dem Speicher am Stierwaschboden versorgt wird. Dieser wird aus der Erlauf, dem Lassingbach und dem Ötscherbach gespeist und nimmt das Unterwasser aus dem Kraftwerk Wienerbruck auf.
Das Kraftwerk verfügt über drei Francis-Turbinen mit einer Leistung von je 1,4 MW; die Engpassleistung (max. Leistung des Kraftwerkes) beträgt 3,4 MW.
Das Kraftwerk Erlaufboden ist seit 1924 in Betrieb, wurde durch die N.ö. Elektrizitätswirtschafts-AG gebaut und ist seit damals im Besitz dieses Unternehmens (heute: des Niederösterreichischen Energieversorgungsunternehmens EVN).

### Bahnstromversorgung
Das Kraftwerk dient unter anderem zur Versorgung der Mariazellerbahn mit Einphasenwechselstrom (Bahnstrom) mit einer Frequenz von 25 Hz, es wird seit dem Umbau der Elektrizitätsversorgung der Mariazellerbahn 2014 als Reserveanlage beibehalten.
Eine der drei Turbinen treibt exklusiv einen Generator für das 50-Hz-Netz an. Die beiden anderen Turbinen treiben je zwei Generatoren an (25 Hz und 50 Hz). Im Normalfall war eine dieser 25-Hz/50-Hz-Kombinationen als Umformer vorgesehen, d. h. der 50-Hz-Generator lief bei Bedarf (wenn die Leistung der wassergetriebenen Turbine zu gering war) als Motor am 50-Hz-Netz der allgemeinen Stromversorgung und trieb den 25-Hz-Generator an (auf diese Weise konnte auch ohne ausreichende Wasserkraft Antriebsenergie für die Mariazellerbahn bereitgestellt werden).

### 110-kV-Schaltanlage

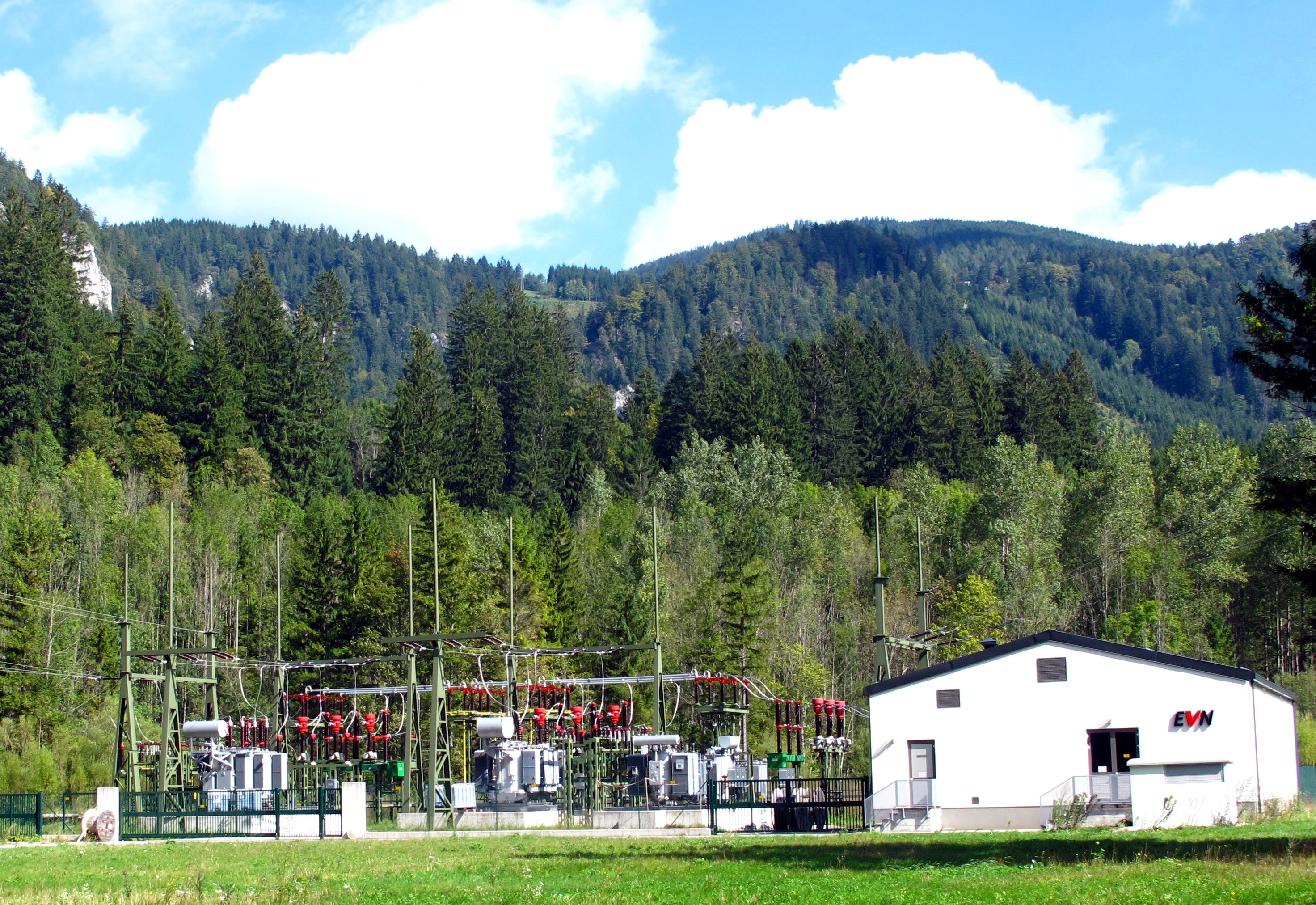
110-kV-Schaltanlage

Am Areal des Kraftwerks Erlaufboden befindet sich weiters eine Freiluftschaltanlage für 110 kV für Dreiphasenwechselstrom (50 Hz) mit Erdschlusskompensation. Diese Anlage verbindet, unabhängig von der Einphasenversorgung der Mariazellerbahn, das 110-kV-Dreiphasennetz vom Kraftwerk Wienerbruck und vom Wasserleitungskraftwerk Gaming. Weiters versorgt diese Anlage und das Kraftwerk verschiedene Mittelspannungsnetze der öffentlichen Stromversorgung in der Umgebung.

## Galerie

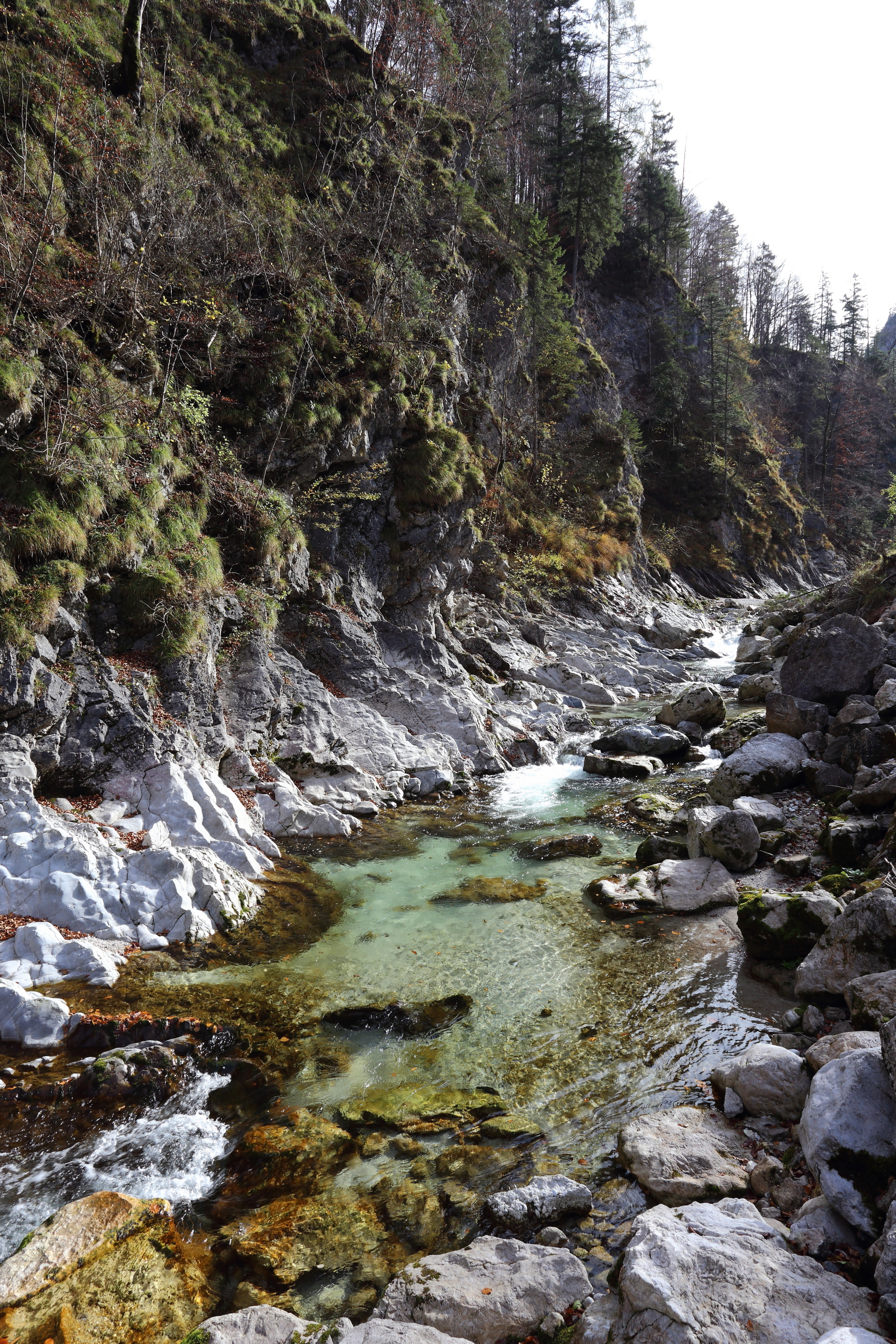
Geringe Wasserführung der Erlauf im Oktober 2013 im Bereich der Hinteren Tormäuer. Der Rest des Wassers wird über eine unterirdische Druckleitung zum Kraftwerk Erlaufboden geführt
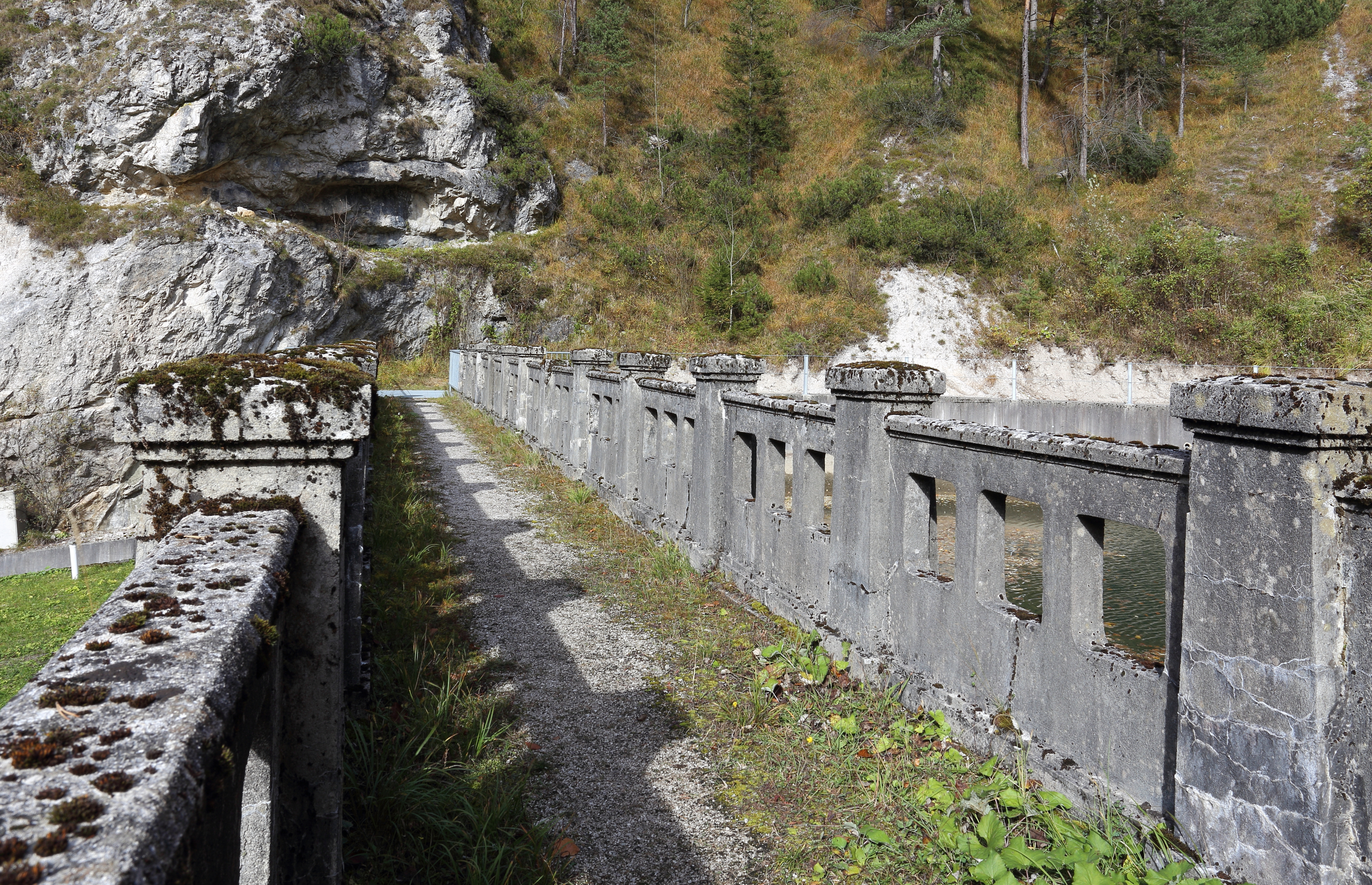
Dammkrone des Speichersees Stierwaschboden nächst dem Kraftwerk Wienerbruck, von dem eine Druckleitung zum Kraftwerk führt
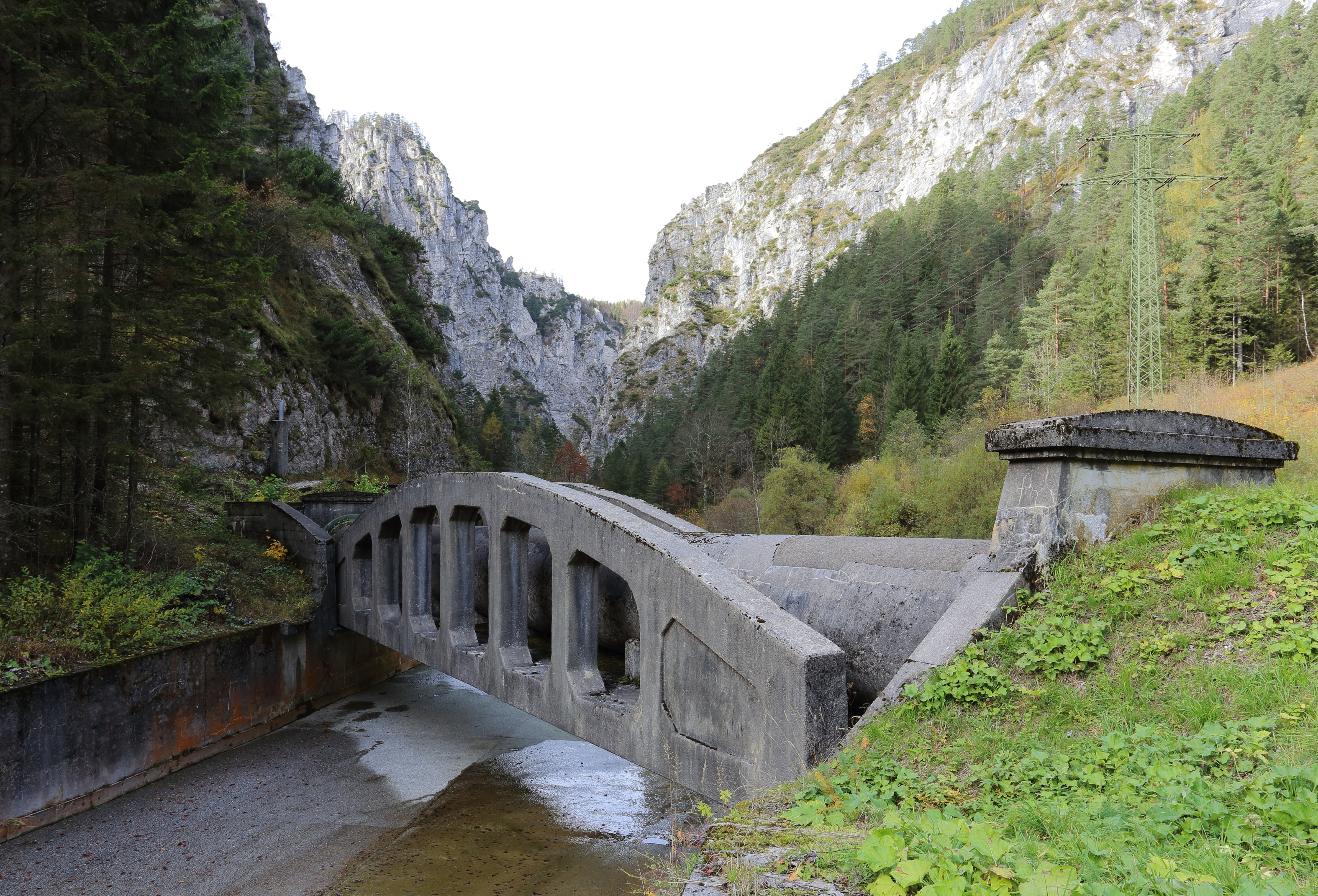
Druckleitung unmittelbar nach dem Speichersee Stierwaschboden